# Zervreilahorn
Zervreilahorn är en bergstopp i Schweiz. Den ligger i regionen Surselva och kantonen Graubünden, i den sydöstra delen av landet. Toppen på Zervreilahorn är 2 898 meter över havet.
Terrängen runt Zervreilahorn är huvudsakligen bergig. Den högsta punkten i närheten är Güferhorn, 3 383 meter över havet, 4,3 km söder om Zervreilahorn.
Trakten runt Zervreilahorn består i huvudsak av kala bergstoppar och gräsmarker.